# Seneca Village
Seneca Village war eine ab 1825 entstandene Ansiedlung in Manhattan, in der mehrheitlich Afroamerikaner, aber auch irische und deutsche Einwanderer lebten. Die Häuser wurden 1857 abgerissen, um Platz für den Central Park zu schaffen; die rund 1600 Einwohner mussten ihr Dorf verlassen. Es ist nicht bekannt, wohin die Menschen zogen. Seit den 1990er Jahren wird die Geschichte von Seneca Village erforscht.

## Geschichte

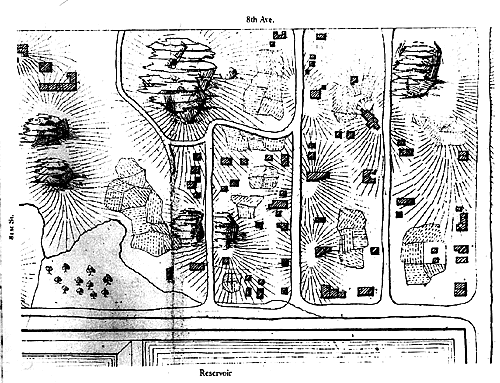
Karte von Seneca Village (1857)

Seneca Village entstand 1825, als John und Elizabeth Whitehead, die Eigentümer der dortigen Grundstücke, ihr Farmland in 200 Parzellen aufgeteilt verkauften. Erster Käufer war Andrew Williams, ein 25-jähriger afroamerikanischer Schuhputzer, der drei Parzellen für 125 Dollar erwarb. Epiphany Davis, eine Verkäuferin, kaufte zwölf Grundstücke für 578 Dollar, und die African Methodist Episcopal Zion Church (AME Zion Church) weitere sechs Grundstücke. 2020 bezeichnete die Pastorin der AME Zion Church, Audrey Williamson, die damalige Gemeinde als „älteste schwarze Institution im ganzen Staat New York“. Zwischen 1825 und 1832 verkauften die Whiteheads etwa die Hälfte der Parzellen an weitere Afroamerikaner. Anfang der 1830er Jahre standen im Village etwa zehn Häuser, Mitte der 1850er Jahre bestand es aus 50 Häusern und drei Kirchen sowie einem Friedhof und einer Schule. 1855 waren rund zwei Drittel der Einwohner Afroamerikaner, ein Drittel irische Einwanderer, zudem gab es einige wenige deutsche Einwanderer. Das Village bedeckte rund zwei Hektar.
Seneca Village bot insbesondere Afroamerikanern die Möglichkeit, in einer autonomen Gemeinschaft fernab der dicht besiedelten Innenstadt von New York zu leben. Trotz der Abschaffung der Sklaverei im Bundesstaat New York im Jahr 1827 war die Diskriminierung in New York City alltäglich und schränkte das Leben der Afroamerikaner stark ein: „Seneca Village’s remote location likely provided a refuge from this climate“ („Die abgelegene Lage von Seneca Village bot wahrscheinlich eine Zuflucht vor diesem Klima.“)
Im Vergleich zu anderen in New York lebenden Afroamerikanern scheinen die Bewohner von Seneca Village wohlhabender gewesen zu sein und in stabileren Verhältnissen gelebt zu haben. 1855 besaß etwa die Hälfte von ihnen ein eigenes Haus, manche davon zweistöckig; dieser Immobilienbesitz verschaffte ihnen das Wahlrecht. Von den 100 schwarzen New Yorkern, die 1845 wahlberechtigt waren, lebten zehn in Seneca Village. Die meisten Kinder im Village besuchten eine Schule. Unter den Bewohnern des Dorfes befand sich die Familie Lyons. Sie waren bekannte Abolitionisten und betrieben eine Pension für schwarze Seeleute sowie einen Laden für Seemannsausrüstung, die auch als Tarnung eines Treffpunkts des Fluchthilfenetzwerkes Underground Railroad für Sklaven aus dem Süden dienten. 2019 gab die Stadt New York bekannt, für Albro Lyons, seine Frau Mary und ihre Tochter Maritcha Lyons ein Denkmal in der Nähe des ehemaligen Seneca Village errichten zu wollen.
Es gibt Hinweise, dass die Bewohner Gartenbau betrieben und Vieh hielten sowie im nahe gelegenen Hudson River Fischerei betrieben. Eine Quelle, später „Tanner's Spring“ genannt, die noch heute im Central Park zu sehen ist, sorgte für Trinkwasser. Interessierte Immobilienspekulanten diffamierten die Ansiedlung in der Presse als „Negerdorf“ und „Elendsviertel“, eine damals wie heute übliche Taktik zur Verdrängung afroamerikanischer Bewohner, die der Schriftsteller James Baldwin in den 1960er Jahren als „Negro Removal“ (analog zu „Urban Renewal“ = „städtische Erneuerung“) bezeichnete.
In den frühen 1850er Jahren begann die Stadt mit der Planung eines großen Stadtparks, des Central Parks. 1853 erließ der Bundesstaat New York ein Gesetz, das 775 Morgen Land in Manhattan für die Schaffung dieses ersten großen öffentlichen Landschaftsparks des Landes vorsah, von der 59th bis zur 106th Street, zwischen Fifth und Eighth Avenue. Das Gelände reichte an das heutige Arthur Ross Pinetum heran. Zu diesem Zweck enteignete die Stadt die Grundstücke, und die rund 1600 Bewohner des Village mussten bis 1857 ihre Häuser verlassen. Gerichtliche Einsprüche der Bewohner blieben ohne Erfolg. Sie erhielten Entschädigungen, die aber nach ihrer Ansicht zu niedrig bemessen waren. Ihr Verbleib nach der Zerstörung ihres Dorfes ist unbekannt. Vermutet wird, dass einige von ihnen in andere afroamerikanische Communitys wie Sandy Ground auf Staten Island oder Skunk Hollow in New Jersey umzogen. Als 1871, knapp 15 Jahre später, Landschaftsgärtner auf dem früheren Gelände der Ansiedlung zwei Särge fanden, war Seneca Village schon soweit vergessen, dass der New York Herald diese Entdeckung als „rätselhaft“ beschrieb.
Es gibt nur wenige historische Erkenntnisse über das Leben und die Menschen in Seneca Village. Seit den 1990er Jahren arbeiten Wissenschaftler und Archäologen daran, die Geschichte der Ansiedlung zu erforschen. Im Jahr 2011 führte eine Gruppe von Wissenschaftlern der Columbia University und der City University of New York mit dem Namen Institute for the Exploration of Seneca Village History Ausgrabungen vor Ort durch. Dabei wurden steinerne Grundmauern und Tausende Artefakte freigelegt. Seit 2019 informiert eine Tafel im Central Park über Seneca Village.